# Gephi

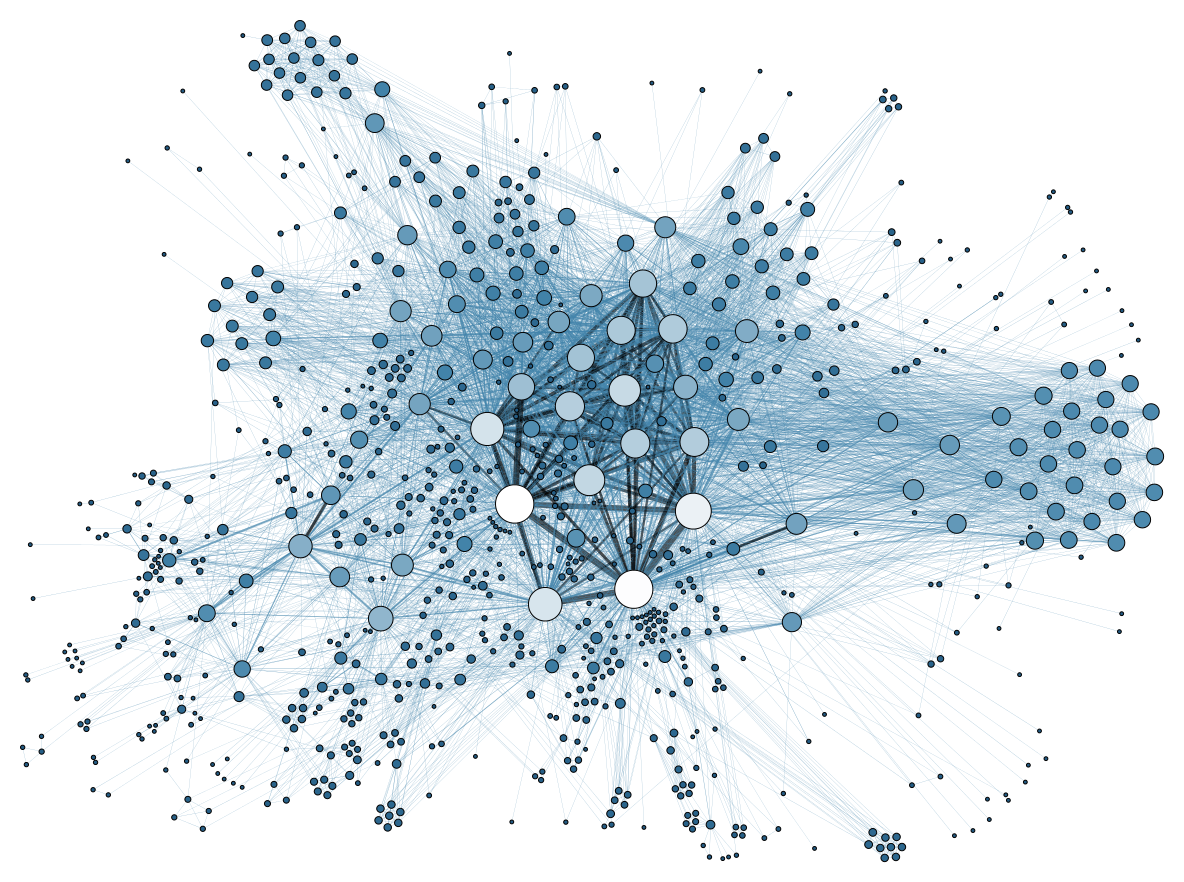
Приклад візуалізації мережі, зроблений за допомогою Gephi.

Gephi — це пакет програмного забезпечення з відкритим кодом для мережевого аналізу та візуалізації. Написаний на Java на платформі NetBeans .

## Історія
Був розроблений студентами французького Технологічного університету Комп'єня (UTC) у 2009 році. Gephi обирався для Google Summer of Code п'ять разів поспіль: у 2009, 2010, 2011, 2012 та 2013.
Остання його версія, 0.9.0, була випущена в грудні 2015 року, з оновленнями в лютому 2016 року (0.9.1) та 24 вересня 2017 року (0.9.2). Попередні версії: 0.6.0 (2008), 0.7.0 (2010), 0.8.0 (2011), 0.8.1 (2012) та 0.8.2 (2013).
Консорціум Gephi, створений у 2010 році, — французька некомерційна корпорація, яка займається підтримкою розробки майбутніх випусків Gephi. Серед членів консорціуму Інститут політичних досліджень (SciencesPo), Linkfluence, WebAtlas та Quid . Окрім цього Gephi підтримується доволі великою спільнотою користувачів, яка розбивається на дискусійні групи та на форумі . Створюються численні публікації, зокрема в блогах; доповіді та навчальні посібники.

## Програми
Gephi активно використовується в цілому ряді академічних дослідницьких проектів, зокрема соціологічних; також швидко здобув популярність серед журналістів. Зараз його користувацьке середовище значно розширилося — за допомогою цього пакета можна займатися будь-якою темою мережевого аналізу. Gephi використовувався, серед іншого, для візуалізації глобальної зв'язності контенту New York Times та вивчення мережевого трафіку Twitter під час соціальних заворушень ; Gephi надихав створення LinkedIn InMaps і був використаний для візуалізації цілої мережі Truthy.
Загалом Gephi широко використовується в так званих «цифрових гуманітарних науках» (Digital humanities): в історії, літературі, політології тощо. Спеціалісти з такого середовища активно беруть участь у подальшій розробці та популяризації продукту.

## Дивитися також
- Програмне забезпечення для аналізу соціальних мереж[en]
- Граф (Дискретна математика)
- Граф об'єктний (Структура даних)
- Теорія графів
- Візуалізація графів
- Силові алгоритми візуалізації графів

Формати файлів

Схоже програмне забезпечення
- Cytoscape[en]
- Graph-tool
- Graphviz
- Tulip[en]
- yEd
- AllegroGraph[en]
- NetworkX

## Використані посилання
1. ↑  Release 0.10.1 — 2023.
2. ↑  Grandjean, Martin (2014). La connaissance est un réseau. Les Cahiers du Numérique. 10 (3): 37—54. doi:10.3166/lcn.10.3.37-54. Архів оригіналу за 27 червня 2015. Процитовано 15 жовтня 2014.
3. ↑  Bastian, Mathieu; Heymann, Sebastien; Jacomy, Mathieu (2009), Gephi : An Open Source Software for Exploring and Manipulating Networks, AAAI Publications, Third International AAAI Conference on Weblogs and Social Media, архів оригіналу за 28 липня 2013, процитовано 22 листопада 2011
4. ↑  Desmedt, Patrice (2011), Sébastien Heymann - Le cartographe des données, L'Usine Nouvelle, архів оригіналу за 8 червня 2019, процитовано 14 грудня 2011
5. ↑  Gephi 0.9 released. Архів оригіналу за 29 листопада 2020. Процитовано 4 листопада 2019.
6. ↑  Gephi updates with 0.9.1 version. Архів оригіналу за 29 листопада 2020. Процитовано 4 листопада 2019.
7. ↑  Gephi 0.9.2 : a new CSV importer. Архів оригіналу за 29 листопада 2020. Процитовано 4 листопада 2019.
8. ↑  Liste des versions, sur GitHub. Архів оригіналу за 26 травня 2016. Процитовано 4 листопада 2019.
9. ↑  The Gephi Consortium - Members. The Gephi Consortium. Архів оригіналу за 7 листопада 2011. Процитовано 23 листопада 2011. [Архівовано 2011-11-07 у Wayback Machine.]
10. ↑  Gephi Facebook group. Архів оригіналу за 18 серпня 2019. Процитовано 4 листопада 2019.
11. ↑  Gephi forums. Архів оригіналу за 25 листопада 2019. Процитовано 6 травня 2022. [Архівовано 2019-11-25 у Wayback Machine.]
12. ↑  Grandjean, Martin (2015), GEPHI - Introduction to Network Analysis and Visualisation, архів оригіналу за 4 листопада 2019, процитовано 15 серпня 2016
13. ↑  Correa, Debora C. (2011), Using Digraphs and a Second-Order Markovian Model for Rhythm Classification, Complex Networks, архів оригіналу за 3 лютого 2013, процитовано 22 листопада 2011 [Архівовано 2013-02-03 у Archive.is]
14. ↑  Leetaru, Kalev H. (2011), Culturomics 2.0:Forecasting Large-scale human behavior using global news media tone in time and space, First Monday, архів оригіналу за 11 квітня 2013, процитовано 22 листопада 2011
15. ↑  Aouragh, Miriyam (2011), Collateral Damage: #Oslo Attacks and Proliferating Islamophobia, Jadaliyya, архів оригіналу за 31 грудня 2017, процитовано 22 листопада 2011
16. ↑  Panisson (2011), The Egyptian Revolution on Twitter - Featured on the PBS News Hour, YouTube, архів оригіналу за 18 жовтня 2015, процитовано 22 листопада 2011
17. ↑  Launched in 2011 [Архівовано 4 листопада 2019 у Wayback Machine.] and stopped in 2014.
18. ↑  Heymann, Sebastien (2011), 2010 Usage of Gephi, архів оригіналу за 21 листопада 2011, процитовано 22 листопада 2011 [Архівовано 2011-11-21 у Wayback Machine.]
19. ↑  Grandjean, Martin (2017). Analisi e visualizzazioni delle reti in storia. L'esempio della cooperazione intellettuale della Società delle Nazioni. Memoria e Ricerca (2): 371—393. doi:10.14647/87204. Архів оригіналу за 7 листопада 2017. Процитовано 4 листопада 2019. See also: French version [Архівовано 7 листопада 2017 у Wayback Machine.] (PDF) and English summary [Архівовано 2 листопада 2017 у Wayback Machine.].